# 캐치 22 (영화)
캐치 22(Catch-22)는 미국에서 제작된 마이크 니콜스 감독의 1970년 코미디, 전쟁 영화이다. 조지프 헬러의 동명의 소설을 바탕으로 제작되었다. 알란 아킨 등이 주연으로 출연하였고 존 칼리 등이 제작에 참여하였다.

## 출연

### 주연
- 알란 아킨
- 마틴 발삼

### 조연
- 리차드 벤자민
- 아트 가펀켈
- 잭 길포드
- 벅 헨리
- 밥 뉴하트
- 안소니 퍼킨스
- 폴라 프렌티스
- 마틴 쉰
- 존 보이트
- 오손 웰즈
- 세스 알렌
- 밥 발라반
- 수잔느 벤톤
- 노먼 펠
- 찰스 그로딘
- 오스틴 펜들튼
- 피터 보너즈
- 존 코케스
- 존 브렌트
- 콜린 윌콕스 팩스턴
- 필립 로스
- 브루스 커비
- 잭 라일리
- 펠리스 올랜디
- 마르셀 달리오
- 에비 말타글리아티
- 엘리자베스 윌슨
- 리차드 리벌티니
- 리암 던
- 올림피아 칼리시
- 지나 로브레

## 제작진
- 협력프로듀서: 클리브 리드
- 조감독: 마틴 코핸
- 조감독: 존 조던
- 조감독: 앤드류 마튼
- 조감독: 에드워드 티츠
- 미술: 리처드 실버트
- 세트: 레이 모이어
- 분장부문: 델 암스트롱
- 배역: 앨런 쉐인